# Crenicichla phaiospilus
Crenicichla phaiospilus är en fiskart som beskrevs av Kullander, 1991. Crenicichla phaiospilus ingår i släktet Crenicichla och familjen Cichlidae. Inga underarter finns listade i Catalogue of Life.